# Michael Kilian (Journalist)
Michael Kilian (* 16. Juli 1939 in Toledo; † 26. Oktober 2005 in Washington, D.C.) war ein US-amerikanischer Journalist und Kolumnist sowie Autor. Er wurde insbesondere zusammen mit Dick Locher (Cartoonist) bekannt mit dem Buch zum Film Dick Tracy, welches Warren Beatty – basierend auf dem Comic von Chester Gould – verfilmte. Kilian schrieb in seiner über 40-jährigen Karriere bei der Chicago Tribune über 6.000 Artikel.